# Crossroads Guitar Festival
Pour les articles homonymes, voir Crossroads.

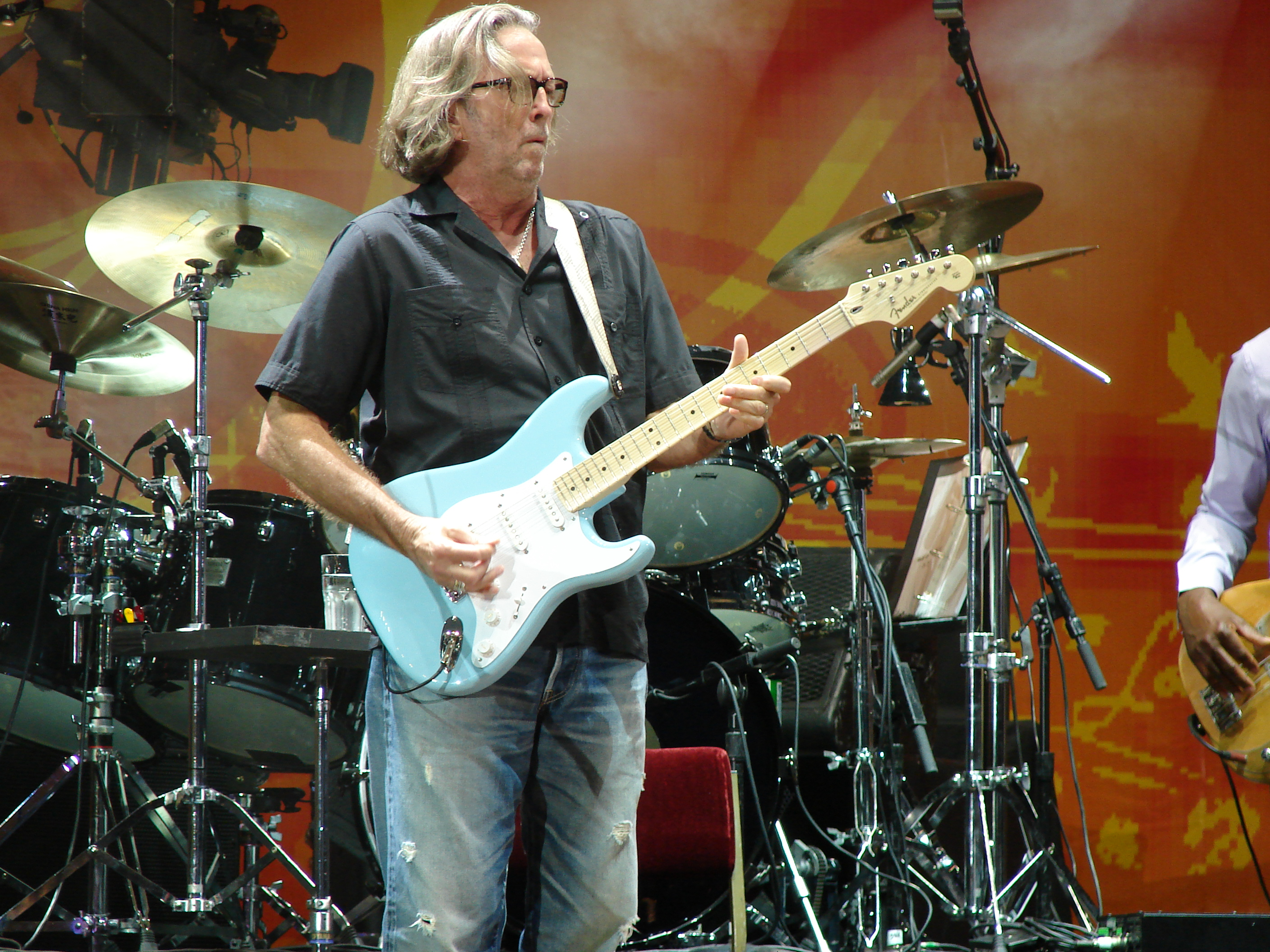
Eric Clapton au Crossroads Guitar Festival 2010.

Le Crossroads Guitar Festival est un festival de musique créé en 1999 par Eric Clapton, à forte influence rock. Ce dernier choisit les musiciens (principalement des guitaristes) qui se produisent sur scène ; Clapton déclare qu'ils font partie des meilleurs et qu'ils ont gagné son respect.
Il s'agit d'un concert de bienfaisance qui sert au financement de Crossroads Centre (en), un centre de toxicomanie à Antigua (Antigua-et-Barbuda), fondé par Eric Clapton en 1998.
La première édition du festival a lieu au Madison Square Garden de New York en 1999, ainsi que celle de 2013. En 2004, il se déroule au Cotton Bowl de Dallas. Les deux éditions suivantes (2007 et 2010), au SeatGeek Stadium près de Chicago. Pour la sixième édition en 2019, il s'agit de retour à Dallas mais au American Airlines Center.

## Éditions

### 1999: Première édition
La première édition se déroule au Madison Square Garden de New York le 30 juin 1999.
- Eric Clapton (guitare)
- David Sanborn (saxophone)
- Sheryl Crow (guitare, piano, accordéon et harmonica)
- Bob Dylan (guitare)
- Nathan East (basse)
- Steve Gadd (batterie)
- Andy Fairweather-Low (guitare)
- Dave Delhomme (clavier)
- Tim Carmon (en) (clavier)
- Tessa Niles (voix)
- Katie Kissoon (voix)
- Mary J. Blige (voix)

| Crossroads Guitar Festival 1999, | Crossroads Guitar Festival 1999,                 | Crossroads Guitar Festival 1999,               | Crossroads Guitar Festival 1999, | Crossroads Guitar Festival 1999, | Crossroads Guitar Festival 1999, | Crossroads Guitar Festival 1999, | Crossroads Guitar Festival 1999, | Crossroads Guitar Festival 1999, | Crossroads Guitar Festival 1999, |
| No                               | Titre                                            | Auteur                                         | Interprètes                      | Durée                            |                                  |                                  |                                  |                                  |                                  |
| -------------------------------- | ------------------------------------------------ | ---------------------------------------------- | -------------------------------- | -------------------------------- | -------------------------------- | -------------------------------- | -------------------------------- | -------------------------------- | -------------------------------- |
| 1.                               | Don't Think Twice, It's All Right                | Bob Dylan                                      |                                  | 4:26                             |                                  |                                  |                                  |                                  |                                  |
| 2.                               | It Takes a Lot to Laugh, It Takes a Train to Cry | Bob Dylan                                      |                                  | 3:55                             |                                  |                                  |                                  |                                  |                                  |
| 3.                               | Born in Time (en)                                | Bob Dylan                                      |                                  | 7:08                             |                                  |                                  |                                  |                                  |                                  |
| 4.                               | Leopard-Skin Pill-Box Hat (en)                   | Bob Dylan                                      |                                  | 4:43                             |                                  |                                  |                                  |                                  |                                  |
| 5.                               | It's Not Dark Yet (en)                           | Bob Dylan                                      |                                  | 3:15                             |                                  |                                  |                                  |                                  |                                  |
| 6.                               | Crossroads                                       | Robert Johnson                                 |                                  | 5:27                             |                                  |                                  |                                  |                                  |                                  |
| 7.                               | Sunshine of Your Love                            | Pete Brown, Jack Bruce et Eric Clapton (Cream) |                                  | 6:04                             |                                  |                                  |                                  |                                  |                                  |
| 8.                               | Bright Lights, Big City (en)                     | Jimmy Reed                                     |                                  | 4:33                             |                                  |                                  |                                  |                                  |                                  |
| 9.                               | San Francisco Bay Blues (en)                     | Jesse Fuller                                   |                                  | 5:33                             |                                  |                                  |                                  |                                  |                                  |
| 10.                              | Pretty Boy Floyd                                 | Woody Guthrie                                  |                                  | 5:03                             |                                  |                                  |                                  |                                  |                                  |
| 11.                              | With God on Our Side                             | Bob Dylan                                      |                                  | 5:35                             |                                  |                                  |                                  |                                  |                                  |
| 12.                              | Girl from the North Country                      | Bob Dylan                                      |                                  | 8:10                             |                                  |                                  |                                  |                                  |                                  |
| 13.                              | Gates of Eden                                    | Bob Dylan                                      |                                  | 6:41                             |                                  |                                  |                                  |                                  |                                  |
| 14.                              | Forever Young                                    | Bob Dylan                                      |                                  | 6:07                             |                                  |                                  |                                  |                                  |                                  |
| 74:40                            |                                                  |                                                |                                  |                                  |                                  |                                  |                                  |                                  |                                  |

### 2004: Deuxième édition
La deuxième édition a lieu au Cotton Bowl de Dallas au Texas le 4, 5 et 6 juin 2004.
- Eric Clapton (guitare)
- Johnny A. (guitare)
- Vishwa Mohan Bhatt (guitare)
- Ron Block (en) (guitare)
- Joe Bonamassa (guitare)
- Booker T. and the M.G.'s (groupe de musique soul)
- Doyle Bramhall II (guitare)
- J.J. Cale (guitare)
- Larry Carlton (guitare)
- Robert Cray (guitare, piano, accordéon et harmonica)
- Steve Cropper (guitare)
- Sheryl Crow (guitare)
- Bo Diddley (guitare)
- Jerry Douglas (guitare)
- Honeyboy Edwards (guitare et harmonica)
- Vince Gill (guitare)
- Buddy Guy (guitare)
- David Hidalgo (en) (guitare)
- Zakir Hussain (percussion)
- Eric Johnson (guitare et piano)
- B. B. King (guitare)
- Sonny Landreth (guitare)
- Jonny Lang (guitare)
- Robert Lockwood Jr. (guitare)
- John Mayer (guitare)
- John McLaughlin (guitare)
- Robert Randolph & the Family Band (groupe de funk et soul)
- Duke Robillard (guitare)
- Carlos Santana (guitare)
- Hubert Sumlin (guitare)
- James Taylor (guitare)
- Susan Tedeschi (guitare)
- Derek Trucks (guitare)
- Dan Tyminski (guitare)
- Steve Vai (guitare)
- Jimmie Vaughan (guitare)
- Joe Walsh (guitare)
- ZZ Top (groupe de blues rock)
- David Johansen (harmonica et trompette)

| Crossroads Guitar Festival 2004 - Disc 1 | Crossroads Guitar Festival 2004 - Disc 1 | Crossroads Guitar Festival 2004 - Disc 1                                                      | Crossroads Guitar Festival 2004 - Disc 1                              | Crossroads Guitar Festival 2004 - Disc 1 | Crossroads Guitar Festival 2004 - Disc 1 | Crossroads Guitar Festival 2004 - Disc 1 | Crossroads Guitar Festival 2004 - Disc 1 | Crossroads Guitar Festival 2004 - Disc 1 | Crossroads Guitar Festival 2004 - Disc 1 |
| No                                       | Titre                                    | Auteur                                                                                        | Interprètes                                                           | Durée                                    |                                          |                                          |                                          |                                          |                                          |
| ---------------------------------------- | ---------------------------------------- | --------------------------------------------------------------------------------------------- | --------------------------------------------------------------------- | ---------------------------------------- | ---------------------------------------- | ---------------------------------------- | ---------------------------------------- | ---------------------------------------- | ---------------------------------------- |
| 1.                                       | Cocaine                                  | J.J. Cale                                                                                     | Eric Clapton                                                          |                                          |                                          |                                          |                                          |                                          |                                          |
| 2.                                       | Love in Vain                             | Robert Johnson                                                                                | Robert Lockwood Jr.                                                   |                                          |                                          |                                          |                                          |                                          |                                          |
| 3.                                       | Killing Floor                            | Howlin' Wolf                                                                                  | Eric Clapton, Robert Cray, Hubert Sumlin et Jimmie Vaughan            |                                          |                                          |                                          |                                          |                                          |                                          |
| 4.                                       | Sweet Home Chicago                       | Robert Johnson                                                                                | Eric Clapton, Robert Cray, Hubert Sumlin, Buddy Guy et Jimmie Vaughan |                                          |                                          |                                          |                                          |                                          |                                          |
| 5.                                       | Six Strings Down (en)                    | Eric Kolb, Aaron Neville, Charmaine Neville (en), Cyril Neville, Kelsey Smith, Jimmie Vaughan | Eric Clapton, Robert Cray, Robert Randolph et Jimmie Vaughan          |                                          |                                          |                                          |                                          |                                          |                                          |
| 6.                                       | Rock Me Baby                             | Joe Josea, B. B. King                                                                         | Robert Cray, Buddy Guy, B. B. King et Jimmie Vaughan                  |                                          |                                          |                                          |                                          |                                          |                                          |
| 7.                                       | Man of Constant Sorrow                   | Dick Burnett (en)                                                                             | Dan Tyminski et Ron Block (en)                                        |                                          |                                          |                                          |                                          |                                          |                                          |
| 8.                                       | Road To Nash Vegas                       | Dan Tyminski                                                                                  | Dan Tyminski et Ron Block (en)                                        |                                          |                                          |                                          |                                          |                                          |                                          |
| 9.                                       | Copperline                               | Reynolds Price et James Taylor                                                                | James Taylor et Jerry Douglas                                         |                                          |                                          |                                          |                                          |                                          |                                          |
| 10.                                      | Steamroller Blues (en)                   | James Taylor                                                                                  | James Taylor et Joe Walsh                                             |                                          |                                          |                                          |                                          |                                          |                                          |
| 11.                                      | Oklahoma Borderline (en)                 | Guy Clark, Rodney Crowell et Vince Gill                                                       | Vince Gill et Jerry Douglas                                           |                                          |                                          |                                          |                                          |                                          |                                          |
| 12.                                      | What the Cowgirls Do (en)                | Vince Gill et Reed Neilson                                                                    | Vince Gill et Jerry Douglas                                           |                                          |                                          |                                          |                                          |                                          |                                          |
| 13.                                      | After Midnight                           | J.J. Cale                                                                                     | J.J. Cale et Eric Clapton                                             |                                          |                                          |                                          |                                          |                                          |                                          |
| 14.                                      | Call Me the Breeze (en)                  | J.J. Cale                                                                                     | J.J. Cale et Eric Clapton                                             |                                          |                                          |                                          |                                          |                                          |                                          |
| 15.                                      | The March                                | Robert Randolph                                                                               | Robert Randolph & the Family Band                                     |                                          |                                          |                                          |                                          |                                          |                                          |
| 16.                                      | Green Light Girl                         | Doyle Bramhall II et Susannah Melvoin (en)                                                    | Doyle Bramhall II                                                     |                                          |                                          |                                          |                                          |                                          |                                          |
| 17.                                      | Jingo                                    | Babatunde Olatunji                                                                            | Carlos Santana et Eric Clapton                                        |                                          |                                          |                                          |                                          |                                          |                                          |
| 18.                                      | City Love                                | John Mayer                                                                                    | John Mayer                                                            |                                          |                                          |                                          |                                          |                                          |                                          |
| 1:46:41                                  |                                          |                                                                                               |                                                                       |                                          |                                          |                                          |                                          |                                          |                                          |

| Crossroads Guitar Festival 2004 - Disc 2 | Crossroads Guitar Festival 2004 - Disc 2 | Crossroads Guitar Festival 2004 - Disc 2                         | Crossroads Guitar Festival 2004 - Disc 2 | Crossroads Guitar Festival 2004 - Disc 2 | Crossroads Guitar Festival 2004 - Disc 2 | Crossroads Guitar Festival 2004 - Disc 2 | Crossroads Guitar Festival 2004 - Disc 2 | Crossroads Guitar Festival 2004 - Disc 2 | Crossroads Guitar Festival 2004 - Disc 2 |
| No                                       | Titre                                    | Auteur                                                           | Interprètes                              | Durée                                    |                                          |                                          |                                          |                                          |                                          |
| ---------------------------------------- | ---------------------------------------- | ---------------------------------------------------------------- | ---------------------------------------- | ---------------------------------------- | ---------------------------------------- | ---------------------------------------- | ---------------------------------------- | ---------------------------------------- | ---------------------------------------- |
| 1.                                       | Rag Bihag                                | Vishwa Mohan Bhatt                                               | Vishwa Mohan Bhatt                       |                                          |                                          |                                          |                                          |                                          |                                          |
| 2.                                       | Tones for Elvin Jones                    | John McLaughlin                                                  | John McLaughlin                          |                                          |                                          |                                          |                                          |                                          |                                          |
| 3.                                       | Josie                                    | Walter Becker et Donald Fagen                                    | Larry Carlton                            |                                          |                                          |                                          |                                          |                                          |                                          |
| 4.                                       | Goin' Down Slow (en)                     | Saint Louis Jimmy                                                | Honeyboy Edwards                         |                                          |                                          |                                          |                                          |                                          |                                          |
| 5.                                       | Rollin' and Tumblin'                     | Robert Johnson                                                   | Eric Clapton                             |                                          |                                          |                                          |                                          |                                          |                                          |
| 6.                                       | Time Makes Two                           | Robert Cray                                                      | Robert Cray                              |                                          |                                          |                                          |                                          |                                          |                                          |
| 7.                                       | Give Me Up Again                         | Marti Frederiksen (en) et Jonny Lang                             | Jonny Lang                               |                                          |                                          |                                          |                                          |                                          |                                          |
| 8.                                       | Neighborhood                             | David Hidalgo (en) et Louie Pérez (en)                           | David Hidalgo (en)                       |                                          |                                          |                                          |                                          |                                          |                                          |
| 9.                                       | I'm the Hell Outta Here                  | Steve Vai                                                        | Steve Vai                                |                                          |                                          |                                          |                                          |                                          |                                          |
| 10.                                      | Desert Rose (en)                         | Eric Johnson                                                     | Eric Johnson                             |                                          |                                          |                                          |                                          |                                          |                                          |
| 11.                                      | Funk 49 (en)                             | Joe Walsh, Jim Fox (en), Dale Peters                             | Joe Walsh                                |                                          |                                          |                                          |                                          |                                          |                                          |
| 12.                                      | Rocky Mountain Way (en)                  | Joe Vitale (en), Joe Walsh, Kenny Passarelli (en) et Roche Grace | Joe Walsh                                |                                          |                                          |                                          |                                          |                                          |                                          |
| 13.                                      | I Shot the Sheriff                       | Bob Marley                                                       | Eric Clapton                             |                                          |                                          |                                          |                                          |                                          |                                          |
| 14.                                      | Have You Ever Loved a Woman              | Billy Myles                                                      | Eric Clapton                             |                                          |                                          |                                          |                                          |                                          |                                          |
| 15.                                      | La Grange                                | Frank Beard, Billy Gibbons et Dusty Hill (ZZ Top)                | ZZ Top                                   |                                          |                                          |                                          |                                          |                                          |                                          |
| 16.                                      | Tush                                     | Frank Beard, Billy Gibbons et Dusty Hill (ZZ Top)                | ZZ Top                                   |                                          |                                          |                                          |                                          |                                          |                                          |
| 1:53:02                                  |                                          |                                                                  |                                          |                                          |                                          |                                          |                                          |                                          |                                          |

### 2007: Troisième édition
La troisième édition se tient au SeatGeek Stadium à Bridgeview près de Chicago (Illinois) le 28 juillet 2007.
- Bill Murray (acteur)
- Sonny Landreth (guitare)
- John McLaughlin (guitare)
- Alison Krauss et Union Station (bluegrass et de country) featuring Jerry Douglas (guitare)
- Doyle Bramhall II (guitare)
- The Derek Trucks Band (groupe de blues rock avec Derek Trucks)
  - rejoint par Susan Tedeschi (guitare) et Johnny Winter (guitare)
- Robert Randolph & the Family Band (groupe de funk, soul)
- The Robert Cray Band (guitare)
  - rejoint par Jimmie Vaughan (guitare), Hubert Sumlin (guitare) et B. B. King (guitare)
- Aaron Loesch (gagnant du concours King of the Blues 2007 du Guitar Center)
- John Mayer (guitare)
- Vince Gill (guitare)
  - rejoint par Albert Lee (guitare), Sheryl Crow (guitare, piano, accordéon et harmonica), Peter Stroud (en) (guitare) et Willie Nelson (guitare)
- Los Lobos (groupe de Rock 'n' roll) avec Tal Wilkenfeld (basse), Vinnie Colaiuta (batteur) et Jason Rebello (piano)
- Jeff Beck (guitare)
- Eric Clapton (guitare)
  - rejoint par Robbie Robertson et Steve Winwood (guitare)
- Buddy Guy (guitare)
- Featuring final Buddy Guy avec Eric Clapton, Robert Cray, John Mayer, Hubert Sumlin, Johnny Winter et Jimmie Vaughan

Sur la deuxième scène du festival, il y a :
- Orianthi Panagaris (guitare)
- Harvey Mandel (guitare)
- Jedd Hughes (en) (guitare)
- Pete Huttlinger (en) (guitare)
- Tab Benoit (guitare) et Louisiana's LeRoux (en) (groupe de pop)
- Jeff Baxter (guitare)
- Todd Wolfe (en) (guitare)
- Tyler Bryant (en) (guitare)
- Flophouse (groupe de rock 'n' roll)

| Crossroads Guitar Festival 2007 - Disc 1 | Crossroads Guitar Festival 2007 - Disc 1 | Crossroads Guitar Festival 2007 - Disc 1   | Crossroads Guitar Festival 2007 - Disc 1                          | Crossroads Guitar Festival 2007 - Disc 1 | Crossroads Guitar Festival 2007 - Disc 1 | Crossroads Guitar Festival 2007 - Disc 1 | Crossroads Guitar Festival 2007 - Disc 1 | Crossroads Guitar Festival 2007 - Disc 1 | Crossroads Guitar Festival 2007 - Disc 1 |
| No                                       | Titre                                    | Auteur                                     | Interprètes                                                       | Durée                                    |                                          |                                          |                                          |                                          |                                          |
| ---------------------------------------- | ---------------------------------------- | ------------------------------------------ | ----------------------------------------------------------------- | ---------------------------------------- | ---------------------------------------- | ---------------------------------------- | ---------------------------------------- | ---------------------------------------- | ---------------------------------------- |
| 1.                                       | Introduction / Gloria                    | Van Morrison                               | Bill Murray                                                       |                                          |                                          |                                          |                                          |                                          |                                          |
| 2.                                       | Uberesso                                 | Sonny Landreth                             | Sonny Landreth                                                    |                                          |                                          |                                          |                                          |                                          |                                          |
| 3.                                       | Hell at Home                             | Sonny Landreth                             | Sonny Landreth et Eric Clapton                                    |                                          |                                          |                                          |                                          |                                          |                                          |
| 4.                                       | Maharina                                 | John McLaughlin                            | John McLaughlin                                                   |                                          |                                          |                                          |                                          |                                          |                                          |
| 5.                                       | Rosie                                    |                                            | Doyle Bramhall II                                                 |                                          |                                          |                                          |                                          |                                          |                                          |
| 6.                                       | Outside Woman Blues                      | Blind Joe Reynolds (en)                    | Doyle Bramhall II                                                 |                                          |                                          |                                          |                                          |                                          |                                          |
| 7.                                       | Little by Little                         | Junior Wells                               | Susan Tedeschi avec The Derek Trucks Band                         |                                          |                                          |                                          |                                          |                                          |                                          |
| 8.                                       | Anyday                                   | Bobby Whitlock et Eric Clapton             | The Derek Trucks Band                                             |                                          |                                          |                                          |                                          |                                          |                                          |
| 9.                                       | Highway 61 Revisited                     | Bob Dylan                                  | Johnny Winter et The Derek Trucks Band                            |                                          |                                          |                                          |                                          |                                          |                                          |
| 10.                                      | Nobodysoul                               | James Markel et Robert Randolph            | Robert Randolph & the Family Band                                 |                                          |                                          |                                          |                                          |                                          |                                          |
| 11.                                      | Poor Johnny                              | Robert Cray                                | The Robert Cray Band                                              |                                          |                                          |                                          |                                          |                                          |                                          |
| 12.                                      | Dirty Work at the Crossroads             | Clarence Gatemouth Brown et Don Robey (en) | Jimmie Vaughan et The Robert Cray Band                            |                                          |                                          |                                          |                                          |                                          |                                          |
| 13.                                      | Sitting on Top of the World              | Walter Vinson (en)                         | Hubert Sumlin, The Robert Cray Band et Jimmie Vaughan             |                                          |                                          |                                          |                                          |                                          |                                          |
| 14.                                      | Paying the Cost to Be the Boss           | B. B. King                                 | B. B. King, The Robert Cray Band, Jimmie Vaughan et Hubert Sumlin |                                          |                                          |                                          |                                          |                                          |                                          |
| 15.                                      | Rock Me Baby                             | B. B. King et Joe Josea                    | B. B. King, The Robert Cray Band, Jimmie Vaughan et Hubert Sumlin |                                          |                                          |                                          |                                          |                                          |                                          |
| 16.                                      | Sweet Thing                              | Gary Nicholson (en) et Vince Gill          | Vince Gill                                                        |                                          |                                          |                                          |                                          |                                          |                                          |
| 17.                                      | Country Boy                              | Albert Lee, Ray Smith (en) et Tony Colton  | Albert Lee et Vince Gill                                          |                                          |                                          |                                          |                                          |                                          |                                          |
| 18.                                      | If It Makes You Happy                    | Sheryl Crow et Jeff Trott                  | Sheryl Crow, Vince Gill er Albert Lee                             |                                          |                                          |                                          |                                          |                                          |                                          |
| 19.                                      | Tulsa Time                               | Danny Flowers (en)                         | Sheryl Crow, Eric Clapton, Vince Gill et Albert Lee               |                                          |                                          |                                          |                                          |                                          |                                          |
| 20.                                      | Blue Eyes Crying in the Rain             | Fred Rose                                  | Willie Nelson, Vince Gill et Albert Lee                           |                                          |                                          |                                          |                                          |                                          |                                          |
| 21.                                      | On the Road Again                        | Willie Nelson                              | Willie Nelson, Sheryl Crow, Vince Gill et Albert Lee              |                                          |                                          |                                          |                                          |                                          |                                          |
| 2:12:41                                  |                                          |                                            |                                                                   |                                          |                                          |                                          |                                          |                                          |                                          |

| Crossroads Guitar Festival 2007 - Disc 2 | Crossroads Guitar Festival 2007 - Disc 2 | Crossroads Guitar Festival 2007 - Disc 2               | Crossroads Guitar Festival 2007 - Disc 2                                                         | Crossroads Guitar Festival 2007 - Disc 2 | Crossroads Guitar Festival 2007 - Disc 2 | Crossroads Guitar Festival 2007 - Disc 2 | Crossroads Guitar Festival 2007 - Disc 2 | Crossroads Guitar Festival 2007 - Disc 2 | Crossroads Guitar Festival 2007 - Disc 2 |
| No                                       | Titre                                    | Auteur                                                 | Interprètes                                                                                      | Durée                                    |                                          |                                          |                                          |                                          |                                          |
| ---------------------------------------- | ---------------------------------------- | ------------------------------------------------------ | ------------------------------------------------------------------------------------------------ | ---------------------------------------- | ---------------------------------------- | ---------------------------------------- | ---------------------------------------- | ---------------------------------------- | ---------------------------------------- |
| 1.                                       | Belief                                   | John Mayer                                             | John Mayer                                                                                       |                                          |                                          |                                          |                                          |                                          |                                          |
| 2.                                       | Gravity                                  | John Mayer                                             | John Mayer                                                                                       |                                          |                                          |                                          |                                          |                                          |                                          |
| 3.                                       | Don't Worry Baby                         | Cesar Rosas (en), Louie Pérez (en) et T-Bone Burnett   | Los Lobos                                                                                        |                                          |                                          |                                          |                                          |                                          |                                          |
| 4.                                       | Mas y Mas                                | David Hidalgo (en) et Louie Pérez (en)                 | Los Lobos                                                                                        |                                          |                                          |                                          |                                          |                                          |                                          |
| 5.                                       | Cause We've Ended as Lovers              | Stevie Wonder                                          | Jeff Beck                                                                                        |                                          |                                          |                                          |                                          |                                          |                                          |
| 6.                                       | Big Block                                | Jeff Beck, Terry Bozzio et Tony Hymas (en)             | Jeff Beck                                                                                        |                                          |                                          |                                          |                                          |                                          |                                          |
| 7.                                       | Tell the Truth (en)                      | Bobby Whitlock et Eric Clapton (Derek and the Dominos) | Eric Clapton et Derek Trucks                                                                     |                                          |                                          |                                          |                                          |                                          |                                          |
| 8.                                       | Isn't It a Pity                          | George Harrison                                        | Eric Clapton                                                                                     |                                          |                                          |                                          |                                          |                                          |                                          |
| 9.                                       | Little Queen of Spades                   | Robert Johnson                                         | Eric Clapton et Derek Trucks                                                                     |                                          |                                          |                                          |                                          |                                          |                                          |
| 10.                                      | Who Do You Love?                         | Bo Diddley                                             | Robbie Robertson et Eric Clapton                                                                 |                                          |                                          |                                          |                                          |                                          |                                          |
| 11.                                      | Presence of the Lord                     | Eric Clapton (Blind Faith)                             | Steve Winwood et Eric Clapton                                                                    |                                          |                                          |                                          |                                          |                                          |                                          |
| 12.                                      | Can't Find My Way Home                   | Steve Winwood (Blind Faith)                            | Steve Winwood et Eric Clapton                                                                    |                                          |                                          |                                          |                                          |                                          |                                          |
| 13.                                      | Had to Cry Today                         | Steve Winwood (Blind Faith)                            | Steve Winwood et Eric Clapton                                                                    |                                          |                                          |                                          |                                          |                                          |                                          |
| 14.                                      | Dear Mr. Fantasy (en)                    | Chris Wood, Jim Capaldi, Steve Winwood (Traffic)       | Steve Winwood                                                                                    |                                          |                                          |                                          |                                          |                                          |                                          |
| 15.                                      | Crossroads                               | Robert Johnson                                         | Steve Winwood et Eric Clapton                                                                    |                                          |                                          |                                          |                                          |                                          |                                          |
| 16.                                      | Mary Had a Little Lamb                   | Sarah Josepha Hale                                     | Buddy Guy                                                                                        |                                          |                                          |                                          |                                          |                                          |                                          |
| 17.                                      | Damn Right I’ve Got the Blues            | Buddy Guy                                              | Buddy Guy                                                                                        |                                          |                                          |                                          |                                          |                                          |                                          |
| 18.                                      | Sweet Home Chicago                       | Robert Johnson                                         | Buddy Guy, Eric Clapton, Robert Cray, John Mayer, Hubert Sumlin, Jimmie Vaughan et Johnny Winter |                                          |                                          |                                          |                                          |                                          |                                          |
| 2:16:02                                  |                                          |                                                        |                                                                                                  |                                          |                                          |                                          |                                          |                                          |                                          |

### 2010: Quatrième édition
La quatrième édition se déroule au Toyota Park, situé à Bridgeview dans la banlieue ouest de Chicago (Illinois) le 26 juin 2010.
- Kirby Kelley (gagnant du concours King of the Blues 2009 du Guitar Center (en))
- Bill Murray (acteur)
- Sonny Landreth (guitare)
- Robert Randolph & the Family Band
  - rejoint par Joe Bonamassa (guitare) et Pino Daniele (guitare)
- The Robert Cray Band avec Jimmie Vaughan (guitare) et Hubert Sumlin (guitare)
- Bert Jansch  (guitare)
- Stefan Grossman (guitare) rejoint par Keb' Mo' (guitare)
- ZZ Top  (guitare)
- Doyle Bramhall II (guitare)
  - rejoint par Gary Clark, Jr. (guitare), Sheryl Crow (guitare), Derek Trucks (guitare) et Susan Tedeschi (guitare)
- Vince Gill (guitare)
  - rejoint par Albert Lee (guitare), James Burton (guitare) et Keb' Mo' (guitare)
- Citizen Cope (guitare) rejoint par Sheryl Crow (guitare)
- Earl Klugh (guitare) avec Yonrico Scott (en) (batterie) et Joseph Patrick Moore (en) (guitare)
- John Mayer (guitare), Pino Palladino (guitare) et Steve Jordan (batterie) (John Mayer Trio (en))
- Buddy Guy (guitare) avec Jonny Lang (guitare) et Ronnie Wood (guitare)
- The Derek Trucks et Susan Tedeschi Band
  - rejoint par Warren Haynes (guitare), Sheryl Crow (guitare), David Hidalgo (en) (guitare), Cesar Rosas (en) (guitare) et Johnny Winter (guitare) — (ils remplacent le groupe Allman Brothers Band initialement prévu.)
- Jeff Beck (guitare) avec Rhonda Smith (guitare), Narada Michael Walden (guitare) et Jason Rebello (piano)
- Eric Clapton (guitare) avec Steve Winwood (guitare)
  - rejoint par Citizen Cope (guitare) et Jeff Beck (guitare)
- B. B. King (guitare) avec The Robert Cray Band, Jimmie Vaughan (guitare) et Eric Clapton (guitare)
- Finale avec l'ensemble du Crossroads 2010

| Crossroads Guitar Festival 2010 - Disc 1 | Crossroads Guitar Festival 2010 - Disc 1         | Crossroads Guitar Festival 2010 - Disc 1                                                        | Crossroads Guitar Festival 2010 - Disc 1                                        | Crossroads Guitar Festival 2010 - Disc 1 | Crossroads Guitar Festival 2010 - Disc 1 | Crossroads Guitar Festival 2010 - Disc 1 | Crossroads Guitar Festival 2010 - Disc 1 | Crossroads Guitar Festival 2010 - Disc 1 | Crossroads Guitar Festival 2010 - Disc 1 |
| No                                       | Titre                                            | Auteur                                                                                          | Interprètes                                                                     | Durée                                    |                                          |                                          |                                          |                                          |                                          |
| ---------------------------------------- | ------------------------------------------------ | ----------------------------------------------------------------------------------------------- | ------------------------------------------------------------------------------- | ---------------------------------------- | ---------------------------------------- | ---------------------------------------- | ---------------------------------------- | ---------------------------------------- | ---------------------------------------- |
| 1.                                       | Promise Land                                     | Sonny Landreth                                                                                  | Sonny Landreth et Eric Clapton                                                  |                                          |                                          |                                          |                                          |                                          |                                          |
| 2.                                       | Z. Rider                                         | Sonny Landreth                                                                                  | Sonny Landreth                                                                  |                                          |                                          |                                          |                                          |                                          |                                          |
| 3.                                       | Traveling Shoes                                  | Robert Randolph, T-Bone Burnett et Tonio K (en)                                                 | Robert Randolph & the Family Band                                               |                                          |                                          |                                          |                                          |                                          |                                          |
| 4.                                       | Going Down                                       | Don Nix (en)                                                                                    | Pino Daniele, Joe Bonamassa et Robert Randolph & the Family Band                |                                          |                                          |                                          |                                          |                                          |                                          |
| 5.                                       | Killing Floor                                    | Howlin' Wolf                                                                                    | Robert Cray, Hubert Sumlin et Jimmie Vaughan                                    |                                          |                                          |                                          |                                          |                                          |                                          |
| 6.                                       | Six Strings Down (en)                            | Eric Kolb, Aaron Neville, Charmaine Neville (en), Cyril Neville, Kelsey Smith et Jimmie Vaughan | Robert Cray, Hubert Sumlin et Jimmie Vaughan                                    |                                          |                                          |                                          |                                          |                                          |                                          |
| 7.                                       | Waiting For The Bus                              | Billy Gibbons et Dusty Hill (ZZ Top)                                                            | ZZ Top                                                                          |                                          |                                          |                                          |                                          |                                          |                                          |
| 8.                                       | Jesus Just Left Chicago                          | Frank Beard, Billy Gibbons et Dusty Hill (ZZ Top)                                               | ZZ Top                                                                          |                                          |                                          |                                          |                                          |                                          |                                          |
| 9.                                       | Gypsy Blood                                      | Doyle Bramhall II et Justin Stanley (en)                                                        | Doyle Bramhall II                                                               |                                          |                                          |                                          |                                          |                                          |                                          |
| 10.                                      | In My Time Of Dying (Jesus Make Up My Dying Bed) |                                                                                                 | Doyle Bramhall II                                                               |                                          |                                          |                                          |                                          |                                          |                                          |
| 11.                                      | Bright Lights                                    | Gary Clark, Jr.                                                                                 | Gary Clark, Jr.                                                                 |                                          |                                          |                                          |                                          |                                          |                                          |
| 12.                                      | Long Road Home                                   | Doyle Bramhall II, Sheryl Crow et Justin Stanley (en)                                           | Sheryl Crow, Doyle Bramhall II, Derek Trucks, Gary Clark, Jr. et Susan Tedeschi |                                          |                                          |                                          |                                          |                                          |                                          |
| 13.                                      | Our Love Is Fading                               | Doyle Bramhall II, Sheryl Crow et Justin Stanley (en)                                           | Sheryl Crow, Doyle Bramhall II, Gary Clark, Jr. et Eric Clapton                 |                                          |                                          |                                          |                                          |                                          |                                          |
| 14.                                      | Blackwaterside (en)                              |                                                                                                 | Bert Jansch                                                                     |                                          |                                          |                                          |                                          |                                          |                                          |
| 15.                                      | Mississippi Blues                                | Rory Block et Stefan Grossman                                                                   | Stefan Grossman et Keb' Mo'                                                     |                                          |                                          |                                          |                                          |                                          |                                          |
| 16.                                      | Rollin' and Tumblin'                             | Stefan Grossman                                                                                 | Stefan Grossman et Keb' Mo'                                                     |                                          |                                          |                                          |                                          |                                          |                                          |
| 17.                                      | One More Last Chance (en)                        | Gary Nicholson (en) et Vince Gill                                                               | Vince Gill, Keb' Mo', James Burton, Earl Klugh et Albert Lee                    |                                          |                                          |                                          |                                          |                                          |                                          |
| 18.                                      | Mystery Train                                    | Junior Parker et Sam Phillips                                                                   | Vince Gill, James Burton, Albert Lee, Keb' Mo' et Earl Klugh                    |                                          |                                          |                                          |                                          |                                          |                                          |
| 19.                                      | Lay Down Sally (en)                              | Eric Clapton, Marcella Detroit et George Terry                                                  | Vince Gill, Sheryl Crow, Keb' Mo', Albert Lee, James Burton et Earl Klugh       |                                          |                                          |                                          |                                          |                                          |                                          |
| 20.                                      | Angelina                                         | Earl Klugh                                                                                      | Earl Klugh                                                                      |                                          |                                          |                                          |                                          |                                          |                                          |
| 21.                                      | Vonetta                                          | Earl Klugh                                                                                      | Earl Klugh                                                                      |                                          |                                          |                                          |                                          |                                          |                                          |
| 22.                                      | Who Did You Think I Was (en)                     | John Mayer                                                                                      | John Mayer, Pino Palladino et Steve Jordan (John Mayer Trio (en))               |                                          |                                          |                                          |                                          |                                          |                                          |
| 23.                                      | Ain't No Sunshine                                | Bill Withers                                                                                    | John Mayer, Pino Palladino et Steve Jordan (John Mayer Trio (en))               |                                          |                                          |                                          |                                          |                                          |                                          |
| 2:22:01                                  |                                                  |                                                                                                 |                                                                                 |                                          |                                          |                                          |                                          |                                          |                                          |

| Crossroads Guitar Festival 2010 - Disc 2 | Crossroads Guitar Festival 2010 - Disc 2 | Crossroads Guitar Festival 2010 - Disc 2           | Crossroads Guitar Festival 2010 - Disc 2                                                                 | Crossroads Guitar Festival 2010 - Disc 2 | Crossroads Guitar Festival 2010 - Disc 2 | Crossroads Guitar Festival 2010 - Disc 2 | Crossroads Guitar Festival 2010 - Disc 2 | Crossroads Guitar Festival 2010 - Disc 2 | Crossroads Guitar Festival 2010 - Disc 2 |
| No                                       | Titre                                    | Auteur                                             | Interprètes                                                                                              | Durée                                    |                                          |                                          |                                          |                                          |                                          |
| ---------------------------------------- | ---------------------------------------- | -------------------------------------------------- | --- | ---------------------------------------- | ---------------------------------------- | ---------------------------------------- | ---------------------------------------- | ---------------------------------------- | ---------------------------------------- |
| 1.                                       | Midnight In Harlem                       | Mike Mattison (en) et Derek Trucks                 | Derek Trucks et Susan Tedeschi Band                                                                      |                                          |                                          |                                          |                                          |                                          |                                          |
| 2.                                       | Coming Home                              | Bonnie Bramlett et Eric Clapton                    | Derek Trucks, Susan Tedeschi Band et Warren Haynes                                                       |                                          |                                          |                                          |                                          |                                          |                                          |
| 3.                                       | Soulshine (en)                           | Warren Haynes                                      | Warren Haynes                                                                                            |                                          |                                          |                                          |                                          |                                          |                                          |
| 4.                                       | Don't Keep Me Wondering                  | Gregg Allman                                       | David Hidalgo (en), Cesar Rosas (en) et Derek Trucks                                                     |                                          |                                          |                                          |                                          |                                          |                                          |
| 5.                                       | Space Captain                            | Matthew Moore (en)                                 | Derek Trucks, Susan Tedeschi Band, Warren Haynes, David Hidalgo (en), Cesar Rosas (en) et Chris Stainton |                                          |                                          |                                          |                                          |                                          |                                          |
| 6.                                       | Five Long Years (en)                     | Eddie Boyd                                         | Buddy Guy, Jonny Lang et Ronnie Wood                                                                     |                                          |                                          |                                          |                                          |                                          |                                          |
| 7.                                       | Miss You                                 | Mick Jagger et Keith Richards (The Rolling Stones) | Buddy Guy, Jonny Lang et Ronnie Wood                                                                     |                                          |                                          |                                          |                                          |                                          |                                          |
| 8.                                       | Hammerhead (en)                          | Jeff Beck et Jason Rebello                         | Jeff Beck                                                                                                |                                          |                                          |                                          |                                          |                                          |                                          |
| 9.                                       | Nessun dorma                             | Giacomo Puccini, Giuseppe Adami et Renato Simoni   | Jeff Beck                                                                                                |                                          |                                          |                                          |                                          |                                          |                                          |
| 10.                                      | Crossroads                               | Robert Johnson                                     | Eric Clapton                                                                                             |                                          |                                          |                                          |                                          |                                          |                                          |
| 11.                                      | Hands Of The Saints                      | Clarence Greenwood (Citizen Cope)                  | Eric Clapton et Citizen Cope                                                                             |                                          |                                          |                                          |                                          |                                          |                                          |
| 12.                                      | I Shot the Sheriff                       | Bob Marley                                         | Eric Clapton                                                                                             |                                          |                                          |                                          |                                          |                                          |                                          |
| 13.                                      | Shake Your Moneymaker (en)               | Elmore James                                       | Eric Clapton et Jeff Beck                                                                                |                                          |                                          |                                          |                                          |                                          |                                          |
| 14.                                      | Had To Cry Today                         | Steve Winwood (Blind Faith)                        | Eric Clapton et Steve Winwood                                                                            |                                          |                                          |                                          |                                          |                                          |                                          |
| 15.                                      | Voodoo Chile                             | Jimi Hendrix (The Jimi Hendrix Experience)         | Eric Clapton et Steve Winwood                                                                            |                                          |                                          |                                          |                                          |                                          |                                          |
| 16.                                      | Dear Mr. Fantasy (en)                    | Steve Winwood et Chris Wood (Traffic)              | Eric Clapton et Steve Winwood                                                                            |                                          |                                          |                                          |                                          |                                          |                                          |
| 17.                                      | The Thrill Is Gone                       | Rick Darnell et Roy Hawkins                        | B. B. King et l'ensemble du Crossroads 2010                                                              |                                          |                                          |                                          |                                          |                                          |                                          |
| 2:17:11                                  |                                          |                                                    | |                                          |                                          |                                          |                                          |                                          |                                          |

### 2013: Cinquième édition
La cinquième édition a lieu au Madison Square Garden à Manhattan (New York) le 12 et 13 avril 2013.
- Albert Lee (piano et guitare)
- Alice Smith (chant)
- Allan Holdsworth (guitare)
- The Allman Brothers Band (groupe de Blues rock, rock sudiste, jazz rock)
- Andy Fairweather-Low (guitare)
- B. B. King (guitare)
- Beth Hart (piano, guitare, violoncelle et percussions)
- Blake Mills (en) (guitare)
- Booker T. Jones (orgue électrique et piano)
- Buddy Guy (guitare)
- Citizen Cope (guitare)
- Dave Biller (guitare)
- Derek Trucks (guitare)
- Doyle Bramhall II (guitare)
- Earl Klugh (guitare)
- Eric Clapton  (guitare)
- Gary Clark, Jr.  (guitare)
- Jeff Beck  (guitare)
- Jimmie Vaughan (guitare)
- John Mayer (guitare)
- John Scofield (guitare)
- Keb' Mo' (guitare)
- Keith Richards (guitare)
- Keith Urban (guitare)
- Kurt Rosenwinkel (guitare)
- Los Lobos (groupe de Rock 'n' roll)
- Matt Murphy (guitare)
- Paul Carrack (claviers et guitare)
- Quinn Sullivan (guitare)
- Robbie Robertson (guitare)
- Robert Cray (guitare)
- Robert Randolph (guitare)
- Sonny Landreth (guitare)
- Steve Cropper (guitare)
- Taj Mahal (guitare, banjo, harmonica, piano)
- Vince Gill (guitare)

| Crossroads Guitar Festival 2013 - Disc 1 | Crossroads Guitar Festival 2013 - Disc 1 | Crossroads Guitar Festival 2013 - Disc 1            | Crossroads Guitar Festival 2013 - Disc 1                                              | Crossroads Guitar Festival 2013 - Disc 1 | Crossroads Guitar Festival 2013 - Disc 1 | Crossroads Guitar Festival 2013 - Disc 1 | Crossroads Guitar Festival 2013 - Disc 1 | Crossroads Guitar Festival 2013 - Disc 1 | Crossroads Guitar Festival 2013 - Disc 1 |
| No                                       | Titre                                    | Auteur                                              | Interprètes                                                                           | Durée                                    |                                          |                                          |                                          |                                          |                                          |
| ---------------------------------------- | ---------------------------------------- | --------------------------------------------------- | ------------------------------------------------------------------------------------- | ---------------------------------------- | ---------------------------------------- | ---------------------------------------- | ---------------------------------------- | ---------------------------------------- | ---------------------------------------- |
| 1.                                       | Tears in Heaven                          | Eric Clapton et Will Jennings                       | Eric Clapton                                                                          | 4:49                                     |                                          |                                          |                                          |                                          |                                          |
| 2.                                       | Lay Down Sally (en)                      | Eric Clapton, Marcella Detroit et George Terry      | Eric Clapton et Vince Gill                                                            | 4:39                                     |                                          |                                          |                                          |                                          |                                          |
| 3.                                       | Green Onions                             | Booker T. and the M.G.'s                            | Booker T. Jones, Steve Cropper, Keb' Mo', Blake Mills (en), Matt Murphy et Albert Lee | 7:26                                     |                                          |                                          |                                          |                                          |                                          |
| 4.                                       | Heavenly Bodies (en)                     | Elaine Lifton, Gloria Nissenson et Lee Ritenour     | Kurt Rosenwinkel                                                                      | 5:24                                     |                                          |                                          |                                          |                                          |                                          |
| 5.                                       | This Time                                | Al Jarreau et Earl Klugh                            | Earl Klugh                                                                            | 2:13                                     |                                          |                                          |                                          |                                          |                                          |
| 6.                                       | Mirabella                                | Earl Klugh                                          | Earl Klugh                                                                            | 1:17                                     |                                          |                                          |                                          |                                          |                                          |
| 7.                                       | Great Big Old House                      | The Robert Cray Band                                | The Robert Cray Band                                                                  | 5:32                                     |                                          |                                          |                                          |                                          |                                          |
| 8.                                       | She's Alright                            | Doyle Bramhall II                                   | Doyle Bramhall II et Gary Clark, Jr.                                                  | 6:16                                     |                                          |                                          |                                          |                                          |                                          |
| 9.                                       | Bullet and a Target (en)                 | Jonathon Notley et Max MacKinnon (Bliss n Eso (en)) | Doyle Bramhall II et Citizen Cope                                                     | 4:14                                     |                                          |                                          |                                          |                                          |                                          |
| 10.                                      | Queen of California (en)                 | John Mayer                                          | John Mayer                                                                            | 8:17                                     |                                          |                                          |                                          |                                          |                                          |
| 11.                                      | Don't Let Me Down                        | John Lennon et Paul McCartney (The Beatles)         | John Mayer et Keith Urban                                                             | 6:45                                     |                                          |                                          |                                          |                                          |                                          |
| 12.                                      | Next Door Neighbor Blues                 | Gary Clark, Jr.                                     | Gary Clark, Jr.                                                                       | 4:02                                     |                                          |                                          |                                          |                                          |                                          |
| 13.                                      | Damn Right, I've Got The Blues           | Buddy Guy                                           | Buddy Guy, Robert Randolph et Quinn Sullivan                                          | 6:39                                     |                                          |                                          |                                          |                                          |                                          |
| 14.                                      | Why Does Love Got to Be So Sad ?         | Eric Clapton et Bobby Whitlock                      | Eric Clapton et The Allman Brothers Band                                              | 8:25                                     |                                          |                                          |                                          |                                          |                                          |
| 2:16:39                                  |                                          |                                                     |                                                                                       |                                          |                                          |                                          |                                          |                                          |                                          |

| Crossroads Guitar Festival 2013 - Disc 2 | Crossroads Guitar Festival 2013 - Disc 2 | Crossroads Guitar Festival 2013 - Disc 2                         | Crossroads Guitar Festival 2013 - Disc 2                             | Crossroads Guitar Festival 2013 - Disc 2 | Crossroads Guitar Festival 2013 - Disc 2 | Crossroads Guitar Festival 2013 - Disc 2 | Crossroads Guitar Festival 2013 - Disc 2 | Crossroads Guitar Festival 2013 - Disc 2 | Crossroads Guitar Festival 2013 - Disc 2 |
| No                                       | Titre                                    | Auteur                                                           | Interprètes                                                          | Durée                                    |                                          |                                          |                                          |                                          |                                          |
| ---------------------------------------- | ---------------------------------------- | ---------------------------------------------------------------- | -------------------------------------------------------------------- | ---------------------------------------- | ---------------------------------------- | ---------------------------------------- | ---------------------------------------- | ---------------------------------------- | ---------------------------------------- |
| 1.                                       | Congo Square                             | John Mayall & the Bluesbreakers                                  | Sonny Landreth et Derek Trucks                                       | 6:57                                     |                                          |                                          |                                          |                                          |                                          |
| 2.                                       | Change It                                | Doyle Bramhall (en) et Stevie Ray Vaughan                        | John Mayer et Doyle Bramhall II                                      | 4:36                                     |                                          |                                          |                                          |                                          |                                          |
| 3.                                       | Ooh-Ooh-Ooh                              | Jimmie Vaughan                                                   | Jimmie Vaughan                                                       | 4:52                                     |                                          |                                          |                                          |                                          |                                          |
| 4.                                       | Save the Last Dance for Me               | Doc Pomus et Mort Shuman                                         | Blake Mills (en) et Derek Trucks                                     | 3:30                                     |                                          |                                          |                                          |                                          |                                          |
| 5.                                       | Don't Worry Baby                         | Cesar Rosas (en), Louie Perez (en) et T-Bone Burnett (Los Lobos) | Los Lobos                                                            | 3:41                                     |                                          |                                          |                                          |                                          |                                          |
| 6.                                       | I Ain't Living Long Like This (en)       | Rodney Crowell                                                   | Vince Gill et Albert Lee                                             | 6:25                                     |                                          |                                          |                                          |                                          |                                          |
| 7.                                       | Diving Duck Blues                        | Sleepy John Estes                                                | Taj Mahal et Keb' Mo'                                                | 4:58                                     |                                          |                                          |                                          |                                          |                                          |
| 8.                                       | When My Train Pulls In                   | Gary Clark, Jr.                                                  | Gary Clark, Jr.                                                      | 9:00                                     |                                          |                                          |                                          |                                          |                                          |
| 9.                                       | Mná Na Héireann                          | Pierre Ó Doirnin (en)                                            | Jeff Beck                                                            | 4:21                                     |                                          |                                          |                                          |                                          |                                          |
| 10.                                      | The Needle and the Damage Done           | Neil Young                                                       | Gregg Allman, Warren Haynes, Derek Trucks (The Allman Brothers Band) | 2:38                                     |                                          |                                          |                                          |                                          |                                          |
| 11.                                      | Midnight Rider (en)                      | Gregg Allman et Robert Kim Payne (The Allman Brothers Band)      | Gregg Allman, Warren Haynes, Derek Trucks (The Allman Brothers Band) | 3:33                                     |                                          |                                          |                                          |                                          |                                          |
| 12.                                      | Key to the Highway                       | Inconnu                                                          | Eric Clapton et Keith Richards                                       | 4:35                                     |                                          |                                          |                                          |                                          |                                          |
| 13.                                      | Gin House Blues (en)                     | Inconnu                                                          | Andy Fairweather-Low et Eric Clapton                                 | 5:48                                     |                                          |                                          |                                          |                                          |                                          |
| 14.                                      | Got to Get Better in a Little While (en) | Eric Clapton                                                     | Eric Clapton                                                         | 6:35                                     |                                          |                                          |                                          |                                          |                                          |
| 15.                                      | Sunshine of Your Love                    | Pete Brown, Jack Bruce et Eric Clapton (Cream)                   | Eric Clapton                                                         | 6:24                                     |                                          |                                          |                                          |                                          |                                          |
| 2:32:14                                  |                                          |                                                                  |                                                                      |                                          |                                          |                                          |                                          |                                          |                                          |

### 2019: Sixième édition
La sixième édition du festival se tient à l'American Airlines Center de Dallas au Texas, le 20 et 21 septembre 2019,.
- Alan Darby (guitare)
- Albert Lee (guitare et piano)
- Andy Fairweather-Low (guitare)
- Billy Gibbons (guitare, piano et harmonica)
- Bonnie Raitt (guitare)
- Bradley Walker (en) (chant)
- Buddy Guy Band (guitare)
- Daniel Santiago (guitare)
- Derek Trucks (guitare)
- Doyle Bramhall II (guitare)
- Eric Clapton (guitare)
- Gary Clark, Jr. (guitare)
- Gustavo Santaolalla (guitare et piano)
- James Bay (guitare)
- Jeff Beck (guitare)
- Jerry Douglas (guitare)
- Jimmie Vaughan (guitare et orgue)
- Joe Walsh (guitare et piano)
- John Mayer (guitare et piano)
- Jonny Lang (guitare)
- Lianne La Havas (guitare)
- Keb' Mo' (guitare)
- Kurt Rosenwinkel (guitare)
- Los Lobos (groupe de Rock 'n' roll)
- Pedrito Martinez (en)(guitare)
- Peter Frampton (guitare et piano)
- Robert Cray (guitare)
- Robert Randolph (guitare)
- Sheryl Crow (guitare, piano, accordéon et harmonica)
- Sonny Landreth (guitare)
- Susan Tedeschi (guitare)
- Tom Misch (guitare et violon)
- Vince Gill (guitare)
- Citizen Cope (guitare)
- The Marcus King Band (groupe de rock et blues)

| Crossroads Guitar Festival 2019 - Disc 1 | Crossroads Guitar Festival 2019 - Disc 1 | Crossroads Guitar Festival 2019 - Disc 1                                   | Crossroads Guitar Festival 2019 - Disc 1 | Crossroads Guitar Festival 2019 - Disc 1 | Crossroads Guitar Festival 2019 - Disc 1 | Crossroads Guitar Festival 2019 - Disc 1 | Crossroads Guitar Festival 2019 - Disc 1 | Crossroads Guitar Festival 2019 - Disc 1 | Crossroads Guitar Festival 2019 - Disc 1 |
| No                                       | Titre                                    | Auteur                                                                     | Interprètes                              | Durée                                    |                                          |                                          |                                          |                                          |                                          |
| ---------------------------------------- | ---------------------------------------- | -------------------------------------------------------------------------- | ---------------------------------------- | ---------------------------------------- | ---------------------------------------- | ---------------------------------------- | ---------------------------------------- | ---------------------------------------- | ---------------------------------------- |
| 1.                                       | Introduction                             |                                                                            |                                          | 4:49                                     |                                          |                                          |                                          |                                          |                                          |
| 2.                                       | Native Stepson                           | Sonny Landreth                                                             | Sonny Landreth                           | 7:20                                     |                                          |                                          |                                          |                                          |                                          |
| 3.                                       | Wonderful Tonight                        | Eric Clapton                                                               | Eric Clapton, Andy Fairweather-Low       | 4:58                                     |                                          |                                          |                                          |                                          |                                          |
| 4.                                       | Lay Down Sally (en)                      | Eric Clapton, Marcella Detroit, George Terry                               | Eric Clapton                             | 5:23                                     |                                          |                                          |                                          |                                          |                                          |
| 5.                                       | Million Miles                            | Bob Dylan                                                                  | Bonnie Raitt, Keb' Mo', Alan Darby       | 7:30                                     |                                          |                                          |                                          |                                          |                                          |
| 6.                                       | Son's Gonna Rise                         | Citizen Cope                                                               | Citizen Cope, Gary Clark, Jr.            | 5:55                                     |                                          |                                          |                                          |                                          |                                          |
| 7.                                       | Lait / de Ushuaia a la Quiaca            | Gustavo Santaolalla                                                        | Gustavo Santaolalla                      | 5:51                                     |                                          |                                          |                                          |                                          |                                          |
| 8.                                       | I Wanna Be Your Dog                      | Dave Alexander, Scott Asheton, Ron Asheton, James Williamson (The Stooges) | Doyle Bramhall II, Tedeschi Trucks Band  | 4:43                                     |                                          |                                          |                                          |                                          |                                          |
| 9.                                       | That's How Strong My Love Is             | Roosevelt Jamison (en)                                                     | Doyle Bramhall II, Tedeschi Trucks Band  | 5:19                                     |                                          |                                          |                                          |                                          |                                          |
| 10.                                      | Lift Off                                 | Tom Misch, Yussef Dayes, Rocco Palladino                                   | Tom Misch                                | 5:17                                     |                                          |                                          |                                          |                                          |                                          |
| 11.                                      | Cognac                                   | Buddy Guy, Richard Fleming                                                 | Buddy Guy, Jonny Lang                    | 7:01                                     |                                          |                                          |                                          |                                          |                                          |
| 12.                                      | Everything Is Broken (en)                | Bob Dylan                                                                  | Sheryl Crow, Bonnie Raitt                | 4:17                                     |                                          |                                          |                                          |                                          |                                          |
| 13.                                      | Everyday Is a Winding Road               | Sheryl Crow, James Bay                                                     | Sheryl Crow, Jeff Trott, Brian MacLeod   | 8:22                                     |                                          |                                          |                                          |                                          |                                          |
| 14.                                      | Retrato                                  | Daniel Santiago                                                            | Daniel Santiago, Pedro Martins           | 5:03                                     |                                          |                                          |                                          |                                          |                                          |
| 15.                                      | B Side                                   | Pedro Martins                                                              | Pedro Martins, Kurt Rosenwinkel          | 7:47                                     |                                          |                                          |                                          |                                          |                                          |
| 16.                                      | Baby, Please Come Home                   | Lloyd Price                                                                | Jimmie Vaughan, Bonnie Raitt             | 4:15                                     |                                          |                                          |                                          |                                          |                                          |
| 17.                                      | I Shiver                                 | Robert Cray                                                                | Robert Cray                              | 6:12                                     |                                          |                                          |                                          |                                          |                                          |
| 18.                                      | How Long                                 | Dan Auerbach, Marcus King, Pat McLaughlin (en) (The Marcus King Band)      | The Marcus King Band                     | 4:08                                     |                                          |                                          |                                          |                                          |                                          |
| 19.                                      | Goodbye Carolina                         | Marcus King                                                                | The Marcus King Band                     | 4:59                                     |                                          |                                          |                                          |                                          |                                          |
| 20.                                      | While My Guitar Gently Weeps             | George Harrison                                                            | Peter Frampton, Eric Clapton             | 9:17                                     |                                          |                                          |                                          |                                          |                                          |
| 21.                                      | Space for the Papa                       | Tony Hymas                                                                 | Jeff Beck                                | 2:10                                     |                                          |                                          |                                          |                                          |                                          |
| 22.                                      | Big Block                                | Jeff Beck                                                                  | Jeff Beck, Terry Bozzio, Tony Hymas      | 5:13                                     |                                          |                                          |                                          |                                          |                                          |
| 23.                                      | Caroline, No                             | Brian Wilson, Tony Asher (en) (The Beach Boys)                             | Jeff Beck                                | 3:33                                     |                                          |                                          |                                          |                                          |                                          |
| 2:09:14                                  |                                          |                                                                            |                                          |                                          |                                          |                                          |                                          |                                          |                                          |

| Crossroads Guitar Festival 2019 - Disc 2 | Crossroads Guitar Festival 2019 - Disc 2 | Crossroads Guitar Festival 2019 - Disc 2                                                   | Crossroads Guitar Festival 2019 - Disc 2                    | Crossroads Guitar Festival 2019 - Disc 2 | Crossroads Guitar Festival 2019 - Disc 2 | Crossroads Guitar Festival 2019 - Disc 2 | Crossroads Guitar Festival 2019 - Disc 2 | Crossroads Guitar Festival 2019 - Disc 2 | Crossroads Guitar Festival 2019 - Disc 2 |
| No                                       | Titre                                    | Auteur                                                                                     | Interprètes                                                 | Durée                                    |                                          |                                          |                                          |                                          |                                          |
| ---------------------------------------- | ---------------------------------------- | ------------------------------------------------------------------------------------------ | ----------------------------------------------------------- | ---------------------------------------- | ---------------------------------------- | ---------------------------------------- | ---------------------------------------- | ---------------------------------------- | ---------------------------------------- |
| 1.                                       | Cut Em Loose                             | Aaron Raitiere, Dave Cobb (en), Robert Randolph                                            | Robert Randolph                                             | 5:30                                     |                                          |                                          |                                          |                                          |                                          |
| 2.                                       | Hold Back the River (en)                 | James Bay, Iain Archer (en)                                                                | James Bay                                                   | 4:42                                     |                                          |                                          |                                          |                                          |                                          |
| 3.                                       | When We Were On Fire                     | James Bay, Jonathan Green                                                                  | James Bay                                                   | 8:46                                     |                                          |                                          |                                          |                                          |                                          |
| 4.                                       | Más y más                                | David Hidalgo (en), Louie Pérez (en) (Los Lobos)                                           | Los Lobos                                                   | 5:29                                     |                                          |                                          |                                          |                                          |                                          |
| 5.                                       | Am I Wrong?                              | Keb' Mo'                                                                                   | Keb' Mo'                                                    | 4:10                                     |                                          |                                          |                                          |                                          |                                          |
| 6.                                       | Slow Dancing in a Burning Room           | John Mayer                                                                                 | John Mayer                                                  | 5:20                                     |                                          |                                          |                                          |                                          |                                          |
| 7.                                       | How Blue Can You Get (en)                | Leonard Feather, Jane Feather, B. B. King                                                  | Tedeschi Trucks Band                                        | 5:58                                     |                                          |                                          |                                          |                                          |                                          |
| 8.                                       | Shame                                    | Derek Trucks, Mike Mattison (en), Susan Tedeschi, Tim Lefebvre (en) (Tedeschi Trucks Band) | Tedeschi Trucks Band                                        | 9:07                                     |                                          |                                          |                                          |                                          |                                          |
| 9.                                       | Is Your Love Big Enough ?                | Lianne La Havas, Matt Hales, Willy Mason (en)                                              | Lianne La Havas                                             | 3:17                                     |                                          |                                          |                                          |                                          |                                          |
| 10.                                      | I Say a Little Prayer                    | Burt Bacharach, Hal David                                                                  | Lianne La Havas                                             | 4:49                                     |                                          |                                          |                                          |                                          |                                          |
| 11.                                      | Feed The Babies                          | Deke Atkins, Jacob Sciba, Gary Clark, Jr., Jimmy Jones                                     | Gary Clark, Jr.                                             | 4:39                                     |                                          |                                          |                                          |                                          |                                          |
| 12.                                      | I Got My Eyes on You (Locked & Loaded)   | Jacob Sciba, Gary Clark, Jr., Reginald Todd                                                | Gary Clark, Jr.                                             | 7:01                                     |                                          |                                          |                                          |                                          |                                          |
| 13.                                      | Pearl Cadillac                           | Gary Clark, Jr.                                                                            | Gary Clark, Jr.                                             | 6:41                                     |                                          |                                          |                                          |                                          |                                          |
| 14.                                      | The Bottle Let Me Down (en)              | Merle Haggard (The Strangers (en))                                                         | Vince Gill, Albert Lee, Jerry Douglas                       | 4:45                                     |                                          |                                          |                                          |                                          |                                          |
| 15.                                      | Tulsa Time (en)                          | Danny Flowers (en)                                                                         | Vince Gill, Bradley Walker (en), Albert Lee, Jerry Douglas  | 4:39                                     |                                          |                                          |                                          |                                          |                                          |
| 16.                                      | Drifting too Far From the Shore          | Charles E. Moody (en)                                                                      | Bradley Walker (en), Vince Gill, Albert Lee, Jerry Douglas  | 4:38                                     |                                          |                                          |                                          |                                          |                                          |
| 17.                                      | Happy Birthday (to Bill Murray)          | Patty Hill, Mildred J. Hill                                                                | Eric Clapton, Alan Darby, John Mayer, Pedrito Martinez (en) | 2:11                                     |                                          |                                          |                                          |                                          |                                          |
| 18.                                      | Badge                                    | Eric Clapton, George Harrison                                                              | Eric Clapton                                                | 7:06                                     |                                          |                                          |                                          |                                          |                                          |
| 19.                                      | Layla                                    | Eric Clapton, Jim Gordon                                                                   | Eric Clapton, John Mayer, Doyle Bramhall II                 | 9:32                                     |                                          |                                          |                                          |                                          |                                          |
| 20.                                      | Purple Rain                              | Prince                                                                                     | Eric Clapton et ensemble du Crossroads Guitar Festival 2019 | 8:00                                     |                                          |                                          |                                          |                                          |                                          |
| 21.                                      | High Time We Went                        | Joe Cocker, Chris Stainton                                                                 | Eric Clapton et ensemble du Crossroads Guitar Festival 2019 | 13:35                                    |                                          |                                          |                                          |                                          |                                          |
| 22.                                      | Going, Going, Gone (crédits)             | Bob Dylan                                                                                  | Doyle Bramhall II, Tedeschi Trucks Band                     | 6:13                                     |                                          |                                          |                                          |                                          |                                          |
| 2:19:37                                  |                                          |                                                                                            |                                                             |                                          |                                          |                                          |                                          |                                          |                                          |